# San Cristoforo (Bobbio)
San Cristoforo è una frazione del comune di Bobbio, in provincia di Piacenza. È posta a m. 650 sulla sponda sinistra della valle del torrente Carlone, affluente di sinistra della Trebbia, sotto la Costa Ferrata (1.036 m.) con davanti le cime del Bricco di Carana (Brìc) (805 m) e del Monte Alberto (1.000 m.).
Dista dal capoluogo comunale circa 5 km salendo dalla zona di Valgrana (fuori Bobbio verso Genova) lungo la strada del Bargo.
In alto domina la nuova Chiesa di San Cristoforo di Bobbio con la vicina canonica costruite nel 1910 dal parroco Carlo Muzio abbandonando l'antica sede parrocchiale posta su di un colle a circa 1 km dal paese (Chiesa Vecchia).
A circa 1,5 km dopo il paese vi è la frazione di Mogliazze.

## Storia
Nel VII secolo sorse in loco una cella monastica con il nome di Viulio, prima Vidulium in epoca romana e poi longobarda, l'antica denominazione della Costa Ferrata. Passò alle dipendenze del vescovado nella prima metà dell'XI secolo e comparve nel diploma di Corrado II del 1027 quando divenne rettoria (od. parrocchia) e sotto la sua dipendenza vi erano Dezza, Ceci e il santuario di Santa Maria in Monte Penice. Vi era la presenza di due cappelle una nel paese dedicata a san Giacomo, sotto l'antico monastero, che divenne edificio privato dopo il 1600; l'altra sopra un colle ad 1 km. dal paese, dedicata a san Cristoforo, che divenne rettoria e chiesa principale.
Dipendenze nei dintorni del monastero, la cella monastica di Solia, oggi Moglia, con annessa cappella, l'antico edificio detto "La Chioccia" con i terreni e 3 mulini. La zona era sfruttata fin dall'antichità come zona agricola, di allevamento e di produzione e raccolta di erbe per l'erboristeria dell'Abbazia di Bobbio.
I monaci vi sfruttavano le saline della fontana presso la cascata termale del Carlone e usavano il laghetto termale sotto la suddetta cascata, nel Medioevo scoppiò la peste ed i monaci usavano la cosiddetta acqua miracolosa e il laghetto termale per bagni, fanghi ed inalazioni come rimedio per il morbo, salvando a loro dire gli abitanti della zona e tutti i pellegrini che passavano per Bobbio dalla Via Francigena; da allora la località si chiamò in onore a san Cristoforo e la parrocchia divenne sede monastica autonoma; la festa locale fu il 25 luglio dedicata ai santi Giacomo e Cristoforo (diversa da quella di Bobbio che era dedita a San Colombano).
La chiesa primitiva sorgeva vicino all'odierno cimitero in zona Chiesa Vecchia, abbandonata in epoca napoleonica rimangono i ruderi del pavimento con la sottostante cripta su di un colle, vicino alla strada mulattiera che porta anche alla Cascata termale del Carlone. Nel centro del paese rimane la struttura modificata nel tempo e fortificata dell'antico monastero e nei pressi di ciò che rimane dell'antica cappella di san Giacomo.
L'attuale chiesa parrocchiale fu costruita dal parroco Carlo Muzio tra il 1905-10, su disegno dell'architetto Cecilio Arpesani e da tutta la comunità che trasportò i materiali.
All'interno vi si può vedere una targa dell'ultima peregrinazione della statua della Madonna del Penice, che veniva portata dal Monte Penice a spalla lungo la strada medioevale derivazione della via Francigena in ricordo delle guarigioni dalla peste.

## Luoghi da visitare

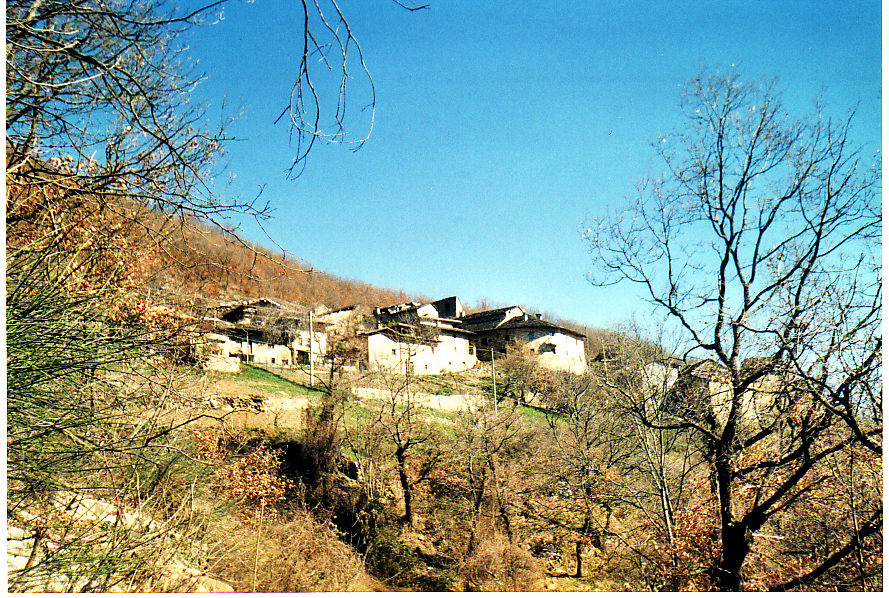
Centro storico con la Casa fortificata

- La Casa fortificata ex monastero dei monaci di San Colombano del VII secolo;
- La Chiesa di San Cristoforo di Bobbio;
- I ruderi dell'antica chiesa di san Cristoforo (in zona Chiesa Vecchia), con nei pressi i resti della primitiva cella monastica, abbandonati dai monaci in epoca napoleonica, sede parrocchiale fino al 1910;
- Cascata termale San Cristoforo del Carlone, ai suoi piedi vi è un laghetto termale con acque termominerali e una fonte salina di acqua salsa detta anche acqua miracolosa;

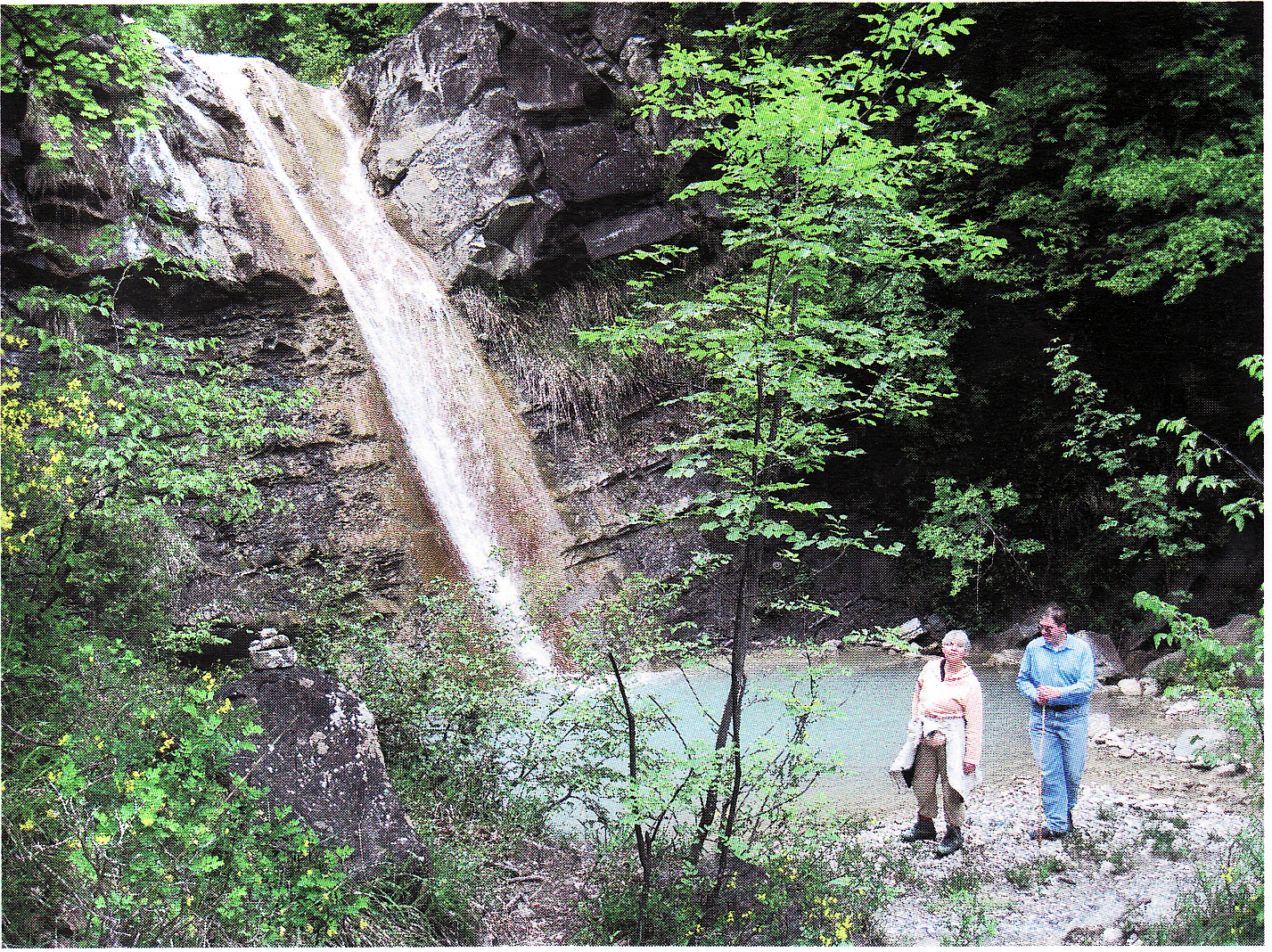
La Cascata del Carlone

- Le Cave di pietra; antiche cave di pietra del paese, che furono utilizzate per tutto il medioevo a partire dal VII secolo e fino al secolo scorso, per costruzioni di edifici sia della Valle del Carlone, che di Bobbio e della Val Trebbia.
- Cerreta (Bobbio);
- Fontana dei Ramari di Bobbio (1.100 m.)
- Valle del Carlone.

Nei dintorni si pratica il trekking, lungo l'antico Sentiero medioevale per il Santuario del Monte Penice, derivante dalla Via Francigena, che collegava Bobbio con l'antica Via del Sale lombarda, e che collega il paese con il Monte Penice ed il Passo del Brallo, passando per la frazione delle Mogliazze, Cernaglia di Dezza, Colleri, ecc. da Bobbio e dalla frazione di Moglia (sentieri tracciati con guidovie CAI e FEI, sia a piedi che a cavallo per alcune).

## Economia
Le principali coltivazioni sono quelle della vite, dei foraggi e dei cereali. Viene praticato anche l'allevamento di animali.